# 美達大和
美達 大和（みたつ やまと、1959年9月5日 - ）は、殺人犯、無期懲役囚、文筆家。
本名など非公表。2件の殺人事件で無期懲役となり（なお本人は死刑を希望していた）、仮釈放を放棄、事実上の重無期刑に服している。著書多数。刑務所内部での死刑回避に成功した殺人犯の様子から無期懲役廃止と死刑適用を訴えている。

## 経歴
在日韓国人1世の貸金業者の父と日本人の母の間に生まれる。父親は1924年に韓国の貧しい農家に生まれ、金を稼ぐために18歳の時に日本の鉱山で働き始め、戦後の混乱期に歓楽街の用心棒、債権回収業から金貸しとなり、裏社会ともつながりをもつなど、腕力と負けん気で財を成した人物で、息子の前で債務者の耳を引きちぎるなど血と暴力の人だった。息子に対しても、喧嘩の仕方をはじめ、「一番じゃなければすべてクズだ」「男らしくあれ」「俺の子供なら喧嘩が一番で当然だ」「自分の信念に忠実に」「嘘をつくな」などといった厳しい規範を暴力とともに教え込んだ。美達はこの父親の期待に応え、運転手付きのキャデラックで通っていた小学校時代は「神童」「IQ150の天才児」と呼ばれるほどで生徒会長なども務める優等生だったが、限界を感じた小学生最後の時期に自殺未遂を起こす。優等生である一方、喧嘩も300戦以上経験し、中学では年上の不良たちからも一目置かれる存在となった。
10代より「自分にしかなり得ないなにものかになる為に生まれてきた」というロマン・ロランの言葉を胸に生き、高校を中退して飲食チェーンに勤めたのをはじめ、金融・不動産・外車販売などを手掛け、学習教材の営業で年収8000万円を稼いだこともあった。21歳から貸金業を営み、二度の結婚を経験し、やくざの幹部にもなり、筋を通さなかったという理由で二度の殺人事件を起こし、服役した。
幼少期から本が好きで、刑務所の中の運動会をテーマにした小説を自ら書き出版社に打診したが断られたため、自身の特異な境遇を書いたほうがマーケティング的に勝算があると思い、2009年に自らの半生と人を殺すまでの過程、その後についてを記した『人を殺すとはどういうことか』を刊行。その後数冊のノンフィクションを上梓後、2012年に父親をモデルに書き下ろした小説『夢の国』で小説家デビューを果たす。ペンネームの「美達」は触れるものが全て金に変わるというミダス王から取り、「大和」は日本人を意味する。

## 評価
臨床教育学者の岡本茂樹は自著『凶悪犯罪者こそ更生します』において、美達は更生はできない、仮に仮釈放が認められれば「卓越した能力」と「人並外れた努力」によって元犯罪者というハンデを克服し、再び社会で成功するかもしれないが、「高圧的に出るという行為」をした相手に対して「力に訴える手段」を使う可能性がないとは断言できない、と否定的評価を下している。その理由としては「本当に向き合わないといけないこと」である父親のDVに苦しんで傷付いた心の問題に向き合っていないこと、美達の小説『夢の国』に込められた心情を読み取れば分かるとおり、幼少期からの父の金による「条件付きの愛」と鉄拳制裁による「教育」から解放されていないことを指摘しており、仮釈放の放棄は「父親へのカッコつけ」と切り捨てている。岡本は美達に甘えたり弱音を吐いたりできる他者がいないこと、単独処遇の中たった1人で反省するのみの生活を送っていることを危惧し、彼を誰にも理解されないまま孤独を選ぶツァラトゥストラに喩えている。そんな美達について、昼夜独居を辞めて他の受刑者がいる工場に出るべきだと案じている。

## 著書
- 『人を殺すとはどういうことか：長期LB級刑務所・殺人犯の告白』新潮社、2009年1月。ISBN 978-4-10-313631-6。
- 『ドキュメント長期刑務所：無期懲役囚、獄中からの最新レポート』河出書房新社、2009年4月。ISBN 978-4-309-24471-6。
- 『死刑絶対肯定論：無期懲役囚の主張』新潮社〈新潮新書〉、2010年7月。ISBN 978-4-10-610373-5。
- 『夢の国』朝日新聞出版、2011年3月。ISBN 978-4-02-250790-7。
- 『刑務所で死ぬということ：無期懲役囚の独白』中央公論新社、2012年5月。ISBN 978-4-12-004386-4。
- 『塀の中の運動会』バジリコ、2012年7月。ISBN 978-4-86238-190-3。
- 『私はなぜ刑務所を出ないのか：無期懲役囚、20年の省察』扶桑社、2012年11月。ISBN 978-4-594-06698-7。
- 『牢獄の超人』中央公論新社、2012年11月。ISBN 978-4-12-004438-0。
- 美達大和、山村サヤカ、山村ヒロキ『女子高生サヤカが学んだ「1万人に1人」の勉強法：知的すぎる無期懲役囚から教わった、99.99%の人がやらない成功法則』プレジデント社、2013年11月。ISBN 978-4-8334-2063-1。
- 『人生を変える読書：無期懲役囚の心を揺さぶった42冊』廣済堂出版〈廣済堂新書〉、2015年11月。ISBN 978-4-331-51977-6。
- 『マッド・ドッグ』河出書房新社、2017年1月。ISBN 978-4-309-02536-0。
- 『日本と韓国・北朝鮮未解決問題の真実』育鵬社、2020年2月。ISBN 978-4-594-08372-4。
- 『あなたが未来に選択肢を残すための「よりよい」生き方』WAVE出版、2021年3月。ISBN 978-4-86621-328-6。
- 『塀の中の残念なおとな図鑑』主婦の友社、2021年4月。ISBN 978-4-07-446049-6。
- 『罪を償うということ：自ら獄死を選んだ無期懲役囚の覚悟』小学館〈小学館新書〉、2021年4月。ISBN 978-4-09-825393-7。
- 『中国共産党大解体：塀の中の情報解析学』ビジネス社、2021年11月。ISBN 978-4-8284-2341-8。
- 『獄中の思索者：殺人犯が罪に向き合うとき』中央公論新社、2022年12月。ISBN 978-4-12-005606-2。
- 『天晴！な日本人：正当に評価されていない偉人たち』ワニ・プラス、2024年3月。ISBN 978-4-8470-7386-1。